# 1908 Pobeda
1908 Pobeda este un asteroid din centura principală, descoperit pe 11 septembrie 1972 de Nikolai Cernîh.